# Лаврушко Тетяна Павлівна
Тетя́на Па́влівна Лавру́шко (нар. 9 липня 1993, Копичинці, Тернопільська область, Україна) — українська акторка, каскадерка, культурна діячка та співзасновниця «Sich Production».

## Біографія
Тетяна Лаврушко (сценічне ім'я — Таня Лав) народилася в місті Копичинці. Освіту здобула в Прикарпатському національному університеті ім. Василя Стефаника  та Львівському національному університеті ім. Івана Франка. З 2016 року почала грати в театрах Івано-Франківська, Львова та Києва.
У 2020 році закінчила акторську школу у Данії, де вивчала роботу в кадрі, перфомативне мистецтво та різні види театру: інтерактивний, фізичний,  імпровізаційний та мюзикл.
У 2021 вивчала нові акторські методи роботи, зокрема техніку Івани Чаббак та Сенфорда Мейснера при школі Настасії Шаповал у Києві.
Проживає у місті Київ.

## Творчість
Дебют в кіно відбувся у 2018 р. в сімейній зимовій комедії "Пригоди S Миколая", роль полісменки Злати.
Згодом зіграла  в ряді телевізійних серіалів, ситкомів, в короткометражних фільмах, соціальних роликах, ютуб проектах, тощо.
Є чималий досвід роботи диктором на телебаченні, акторкою мокапу та каскадеркою.  Свій перший каскадерський трюк виконала у 2018 році, з того часу це ектримальне мистецтво  стало частинкою її кіножиття.
У 2019-2020 роках нею та акторками-однодумцями була заснована лабораторія  фізичного театру "TELA ",  метою проекту було дослідження акторського тіла й духу, слова практично не використовувались,  рух слугував основним виразним засобом в матеріалі.

## Фільмографія
- 2017-2018 — «Дефективи» — Тетяна, адвокатка,  лінійна роль (1 сезон)
- 2018 — «Пригоди S Миколая»[1] — Злата, старша сержантка поліції, роль другого плану
- 2017- 2020 - різного роду телевізійні серіали: Черговий лікар, Опер за викликом, Стоматолог, Коли ми вдома, Татусі, Склянна кімната, Країна У, Медфак, тощо.
- 2019 - ''One Life"- Джесіка, штучний інтелект, головна роль
- 2020 - "Громада" - Лола,  дівчина легкої поведінки, лінійна роль ( 2 сезон)
- 2021- "Кордон" - дружина головного героя, епізодична роль.
- 2024 - "Ловець снів"

У 2021  Тетяна працювала над  головною роллю лікарки-детектива у вебсеріалі, виробництво якого перервала війна.
Каскадерські ролі виконувала у  низьці серіалів, серед найяскравіших: «І будуть люди», «Козаки. Абсолютно брехлива історія», а також в повнометражних картинах: «Чорний ворон», «Джура Королевич», «Казкова секта».